# Plicatotheca anitae
Plicatotheca anitae is een hydroïdpoliep uit de familie Phialellidae. De poliep komt uit het geslacht Plicatotheca. Plicatotheca anitae werd in 1986 voor het eerst wetenschappelijk beschreven door Calder & Vervoort. 